# Utérus didelphe

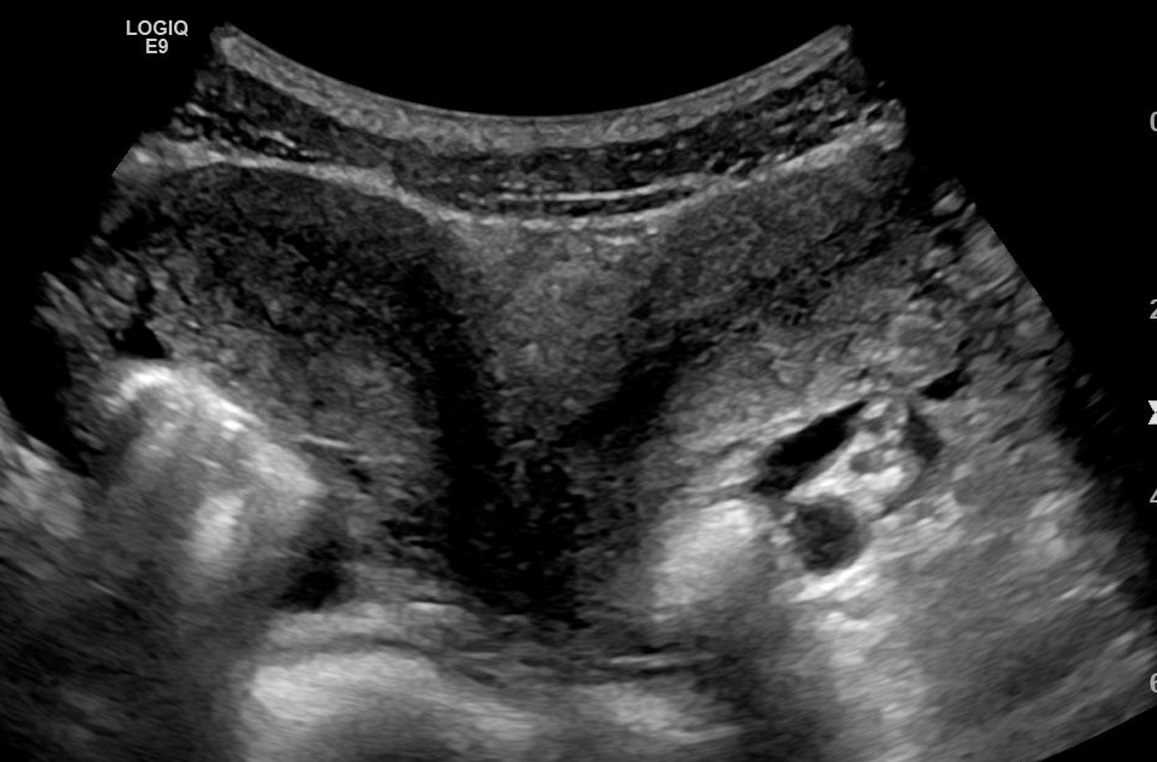
Vue par échographie d'un utérus didelphe.

Un utérus didelphe est une malformation de l'utérus survenant à la suite d'un défaut de fusion des canaux de Müller lors de la 7e semaine du développement du fœtus.
Cette condition rare se présente parfois avec un hémivagin borgne, qui n'est souvent diagnostiquée que juste après les premières règles chez la jeune fille.

## Présentation
Les femmes ayant cette malformation peuvent être asymptomatiques et ignorent qu'elles ont deux utérus. Cependant, une étude de Heinonen montre que ces malformations sont plus fréquentes. Dans son étude, il présente que 26 femmes avec deux utérus se plaignent de dysménorrhée et de dyspareunie. Toutes les patientes présentaient un double utérus. Le taux de survie d'un fœtus sur 18 patientes ayant accouché est de 67,5 %.